# BLOODY MONDAY
《BLOODY MONDAY》是龍門諒原作、惠廣史作畫的日本漫畫作品。第一部於《週刊少年Magazine》2007年17號開始連載，2009年19號結束，第二部「絕望之匣」（台港版另譯為「潘朵拉之盒」，新加坡版則是直譯）於2009年秋開始連載。中文版代理部分，台港由東立出版社在《新少年快報》連載，新加坡則是創藝出版社發行。第三部「最終時刻」於2011年7月開始連載。
2008年10月由TBS電視台改編為電視劇，台灣由緯來日本台播出，並譯為《天才駭客F》。2010年1月播出第二部《天才駭客F 2》。

## BLOODY MONDAY

### 故事簡介
在極寒之地俄羅斯，謎之美女折原麻耶從賣主得到極危險病毒（生物武器）後，將病毒感染給賣主後前往日本，並在東京殺害了俄羅斯的特務，作為生物老師，來到主角高木藤丸就讀的彌代學院。
高木藤丸外表看起來是個普通的少年，但是暗地裡是個天才駭客「獵鷹」，現在幫助父親所屬的「THIRD-i」工作。
恐怖主義者折原麻耶的目的是病毒的感染爆發計畫「BLOODY MONDAY」（血色星期一）、天才駭客「獵鷹」及治安維持組織「THIRD-i」的監視、以及「聖誕節屠殺」檔案回收。到底，獵鷹高木藤丸能否利用駭客技術拯救日本!?

### 登場角色

#### 彌代學院
高木藤丸
主角。彌代學院高等部2年級、新聞部部員。
會在課堂上玩H-Game，看起來是個普通的學生，不過私底下是利用駭客技術，舉發壞人的天才駭客「獵鷹（Falcon）」，小四時就可以非法入侵收費成人網站。
因為入侵了父親工作的公安調查廳的計算機系統為契機，而變成父親工作的幫手。
九條音彌
彌代學院高等部3年級、新聞部部長。
因為祖父是法務大臣的緣故，與父親在法務省裡工作的藤丸從小已經有往來，也知道藤丸是獵鷹。
弓的名手，在全國大會中二連霸，可以命中距離60m的目標。
12歲時曾在俄國被綁架，後來偷偷用手機發送訊息給藤丸，因而得救。
J的異父哥哥。
朝田葵
彌代學院高等部2年級、新聞部副部長。
藤丸的父親教她空手道，實踐空手全國大會最年輕的女子冠軍。
一開始不知道藤丸是獵鷹，當藤丸在用電腦時都以為他是在玩H-Game或是瀏覽色情網站。之後才知道，並大為震驚。
安齋真子
彌代學院高等部1年級、新聞部部員。藤丸稱她為「安子」，不過本人討厭這個稱呼。
崇拜獵鷹到甚至架了Fans網站。當知道藤丸是獵鷹時相當興奮，為此相當尊敬藤丸。
和立川英的交情相當好，當英感染BLOODY-X時也不但沒有離棄英，反而照顧他。
假裝感染了BLOODY-X，施打抗病毒劑後，繼續臥底身份。
實際上就是敵組織的首領K。同時也是Ｊ同父異母的妹妹。母親為宗方瞳。
立川英
彌代學院高等部2年級、新聞部部員。身高不高，看起來就和真子同學年一樣。
父親是小自來水公司的社長，與年輕的菲律賓人瑪莉亞再婚，並有了年幼的弟弟勞爾。
不知道母親與弟弟毛·阿拉比利亞和麻耶、K的計畫「BLOODY MONDAY」，與他們一同生活著。
在彌代學園固守之際感染BLOODY-X發病。在死亡的心理準備下根據藤丸的指示去找馬烏洛，但在馬烏洛說出實話後被槍斃。
高木遙
藤丸的妹妹。腎臟有障礙，必須做人工透析。曾兩度被綁架，但都被藤丸救出。
喜歡著音彌，以為是單戀，但其實兩人是互相喜歡。
非常喜歡寶生，在她背叛死時痛哭。
為了追趕哥哥來到學院，與九條大臣在保健室時目睹感染BLOODY-X的英發病。

#### THIRD-i
屬公安調查廳，主要為防止恐怖主义及國家政變，集結傑出人才的治安維持組織「調查第一部第三課」的通稱。根據龍之介的說法，THIRD-i內部也有間諜。
高木龍之介
THIRD-i副長、藤丸的父親。以監視的名義讓藤丸在他身邊工作。因為殺害沖田的嫌疑而被通緝，之後被迫在暗中調查案件。
在七年前，由於工作的關係，順勢上成為了恐怖分子集團「魔彈射手」的一員，但實際上是為了調查而在內做臥底，目的是為了查出炸彈「第三皇帝」的下落。
在漫畫版第二季的單行本第三集，被亞勒賽發現是THIRD-i的一員，並槍擊他，還在他體內注入毒液。雖然後來得以解毒，最後還是失血過多死亡。
沖田耕一
從俄羅斯出差返回，與唯一信賴的龍之介接觸並託付給他某數據文件後被槍殺身亡。
苑麻孝雄
THIRD-i部長。
霧島悟郎
THIRD-i高木班的一員。高木不在後，負責班的指揮。
對藤丸的知識與行動力有很高的評價，准許他參加THIRD-i的活動。
加納生馬
THIRD-i高木班的一員。射擊的專家。
在和麻耶的司法交易現場，被背叛的寶生射擊了頭，不過子彈是殺傷力零的高壓電流彈所以只昏倒而已。
對於她射擊自己的事情完全不提及，到最後還打算救她。
榊
THIRD-i的一員。武裝隊的班長。
南海薰
THIRD-i的一員。原本是榊帶領的班所屬，在寶生死後作為藤丸的護衛一起行動。
工藤
THIRD-i的一員。在尋找抗病毒劑的時候作為霧島的輔佐登場。
一開始對藤丸有不信任感，不過在親眼看到藤丸的實力後便承認了他。將發現的抗病毒劑帶回時被麻耶射殺。
澤北美姬
THIRD-i的一員。主要是霧島的輔佐。
矢島雄吾
THIRD-i的一員。與森見在THIRD-i地下保管室內被寶生散佈的病毒「BLOODY-X」感染。
因藤丸籌措的抗病毒劑而保住一命，不過卻失去未婚妻森見。之後作為分析官回到現場。
森見五月
THIRD-i的一員。與矢島一起感染了「BLOODY-X」。因抗病毒劑失效而死。

#### 敵組織
K／安齋真子
麻耶、傑克所屬組織的首領。因為戴著頭巾所以面貌不明。
對部下相當信賴，對於被THIRD-i捉住的麻耶，相信她不會坦白。
與瑪莉亞和傑克是用英語對話，與J則是用日語對話。
真正的身分是彌代學院新聞部的安齋真子。
最終被猶大認為不適合擔任領導者射殺。
J／神崎潤
參謀。天才數學家。神島紫門的兒子、K的異母哥哥、音彌的異父弟弟。與藤丸年齡相近，有能與藤丸匹敵的頭腦。
外表如同外國人。說自己和藤丸同樣都是繼承神之血的人。
對於任務就像是在享受遊戲一般。有時會和K的意見不一致。
音彌的弟弟，向音彌說出事實後，被驚嚇狀態的音彌射擊，落入河中因米迦勒的幫助而活了下來。
(以下為作者自敘)
兩年前發生警視廳毒氣恐怖攻擊事件之後，擁有英文字母的兄弟們（星星）陸續被捕。而身為負責養育他的父母親讓他假裝遭列車撞死，
藉此逃過追捕。
討厭父親神島紫門說大話與濫用正義做出的詭辯行為。
討厭束縛住自己的一切。喜歡對教團沒有信心的米迦勒。
具有會無意識地觀察別人的習慣。偏食。
最想得到的是自由。
神島紫門
教團的教主。培育K和J，將組織擴大。繼承俄羅斯的血，並以此自豪。被關在牢獄中。
後來根據J的作戰從地下道逃出，與教團合流。但因為藤丸等人執意追趕，被逃進地下道的麻耶射殺。
折原麻耶（Maya）
在俄羅斯得到「鑰匙」的細菌病毒外，還殺死俄羅斯聯邦保安廳的諜報員。
接替被「獵鷹」揭發性騷擾而解雇的日景，成為彌代學院高等部生物老師。
之後因為K的命令射殺神島紫門。
寶生小百合
THIRD-i高木班的一員，有自衛隊特種部隊的經驗，擅長格鬥術。
為了替被國家蒙上冤罪的哥哥報仇，進入THIRD-i當間諜。被藤丸和加納識破是間諜後，狙擊加納並把藤丸當人質。後來到遙住院的醫院，被九條識破，脅持遙當人質企圖逃跑，但槍被加納打落。在挾持遙作人質時不小心洩漏組織的計畫。
不接受加納勸告，打算撿起槍時被狙擊班狙擊而死。
傑克·戴蒙（Jack Damon）
國際通緝的刺客。原本是SWAT隊員，因為會有異常的殺人衝動，因此免職。左手背有蝴蝶刺青。
優秀的狙擊手，射殺了沖田、敷村。
城田
假扮富永的丈夫。綁架遙後被捉，在被THIRD-i帶走前服毒自殺。
伊庭雅博
從警視廳派遣的搜查官。與傑克、城田合謀射殺船木刑事，並嫁禍給龍之介。
立川瑪莉亞（Maria）
英的繼母。菲律宾的马尼拉出生。膚色較深。暗地裡和K連絡。
馬烏洛·阿拉比利亞（Mauro Arabilia）
立川自來水公司的職員。瑪莉亞的弟弟，稱英的父親為「義兄」。
和姐姐一樣是恐怖組織的一員。在神島紫門被監禁的拘留所作為工事作業員進出。
和英交情不錯，因此在良心上有幾分苛責。
在射殺英時使用流暢的日語。
之後被傑克·戴蒙射殺。
米迦勒（Michael）
擔任情報技術。戴眼鏡的青年。
擅長摸機械。對教團沒有任何信仰，只是想試試自己的技術。希望能夠待在可以給予自己正面評價的地方。
容易受別人影響。因為沒甚麼信仰心，再加上對『Ｊ』那種坦率的態度並沒有受到嚴厲的懲罰，所以變得有點厚臉皮。
受到Ｊ的信賴。
胃口很大。
雅各布（Jacob）
進行病毒的偽裝工作後打扮成工人奪車。
該隱（Cain）
金髮的女性。在藤丸和J對峙的喫茶店偽裝成客人，使店陷入混亂。
亞伯（Abel）
穿制服的少女。和該隱用逼真的演技使店陷入混亂，性格殘忍。
是該隱的妹妹，食量很大
猶大
因為K執意啟動神之手，認為她不適合擔任領導人。
最終與俄羅斯探員、K三方對峙時，被K射殺，倒下前射殺了K。

#### 其他
敷村壯介
高木夫妻高中時代的舊友，大學教授。被龍之介託付分析BLOODY-X，解析結果交給龍之介後湮滅證據，被傑克槍殺。
高木加奈子
龍之介的妻子（已故）。與龍之介從學生時代便開始交往。生前經營著網誌，藤丸說是從她那裡學電腦的。
宗方瞳
龍之介的舊友。敵組織的內通者。
K的母親
九條政宗
法務大臣。音彌的祖父。
富永京子
遙的主治醫生。與遙一起被綁架，被藤丸救出，丈夫被寶生槍殺。

### 用語
聖誕節屠殺
被麻耶殺死的俄羅斯諜報員隱蔽攜帶的數據文件名稱。其中有個俄羅斯教堂的錄影，錄影中最後所有人吐血身亡。
BLOODY-X
本篇中登場的殺人病毒，由舊苏联利用天花和埃博拉病毒製作出來的。症狀從嘔吐和發熱開始，然後開始皮膚潰爛和全身黏膜出血。發病後生存率為零的可怕病毒。
感染後3小時內發病，主要由飛沫和接觸傳染。經由人體感染發病後活性化，活性化前在空氣的感染力沒有那麼強。攝氏60度死滅。

## BLOODY MONDAY Season2～潘朵拉之盒～

### 故事簡介
「血色星期一」事件解決之後兩年，「獵鷹」高木藤丸不再接觸電腦，在一家咖啡店打工。這個時候，突然發生劫機事件，犯人使用毒氣殺害機長，並威脅要讓飛機墜毀在國會議事堂，要求釋放恐怖組織「魔彈射手」的首領─火野亞勒賽。

### 登場角色

#### 主要人物
高木藤丸
主角。身高由162cm長高成172cm。血型B型。獅子座。生日7月24日。
在一家咖啡店打工。
假裝有兩年時間沒有接觸電腦，但其實技術比兩年前更厲害。
九條音彌
身長178cm。血型A型。牡羊座。生日4月4日。
東大法學部大學生。弓道進入全國大賽前八強。當家教中。
朝田葵
身長162cm。血型AB型。天秤座。三圍B:85W:60H:88。
文學部大學生。空手道研究會。目標當記者。

#### THIRD-i
高木龍之介
藤丸的父親。以間諜身份潛入恐怖組織「魔彈射手」，綽號「野獸」。參與劫機事件。
在單行本第三集被亞勒賽發現是臥底，並被槍擊，還被注入毒液。儘管後來解毒成功，最後還是因為失血過多而死。
霧島悟郎
THIRD-i的一員。在劫機事件假裝機長。
加納生馬
THIRD-i的一員。在劫機事件假裝副機長。
南海薰
「血色星期一」事件後，由THIRD-i轉到自衛隊。後來因為藤丸調回THIRD-i。
荻原
THIRD-i部長。
澤北美姬
THIRD-i的一員。
坂上
THIRD-i的一員。劫機事件假裝被龍之介使用毒氣殺害的事務長，最後因為白雪在駕駛倉留下的毒氣身亡。
槙村慎二
THIRD-i的一員。湊巧搭上龍之介騎劫的飛機，不知情龍之介是坐臥底，並被打倒。
過去與塚本有婚約，但後來在槙村父母的壓力下，被迫取消。
塚本真理
THIRD-i的一員。
與大多數THIRD-i的探員不同，是平民出生的。過去與槙村有婚約，但是槙村的父母本身卻是個有錢人，對平民出生的塚本沒有好感，因此反對他們的婚約，導致最後婚約取消。

#### 魔彈射手
八年前在俄羅斯發起恐怖活動，以60名人質包括九條音彌及當時為外務大臣的祖父九條政宗向政府要求「第三皇帝」。高木龍之介掌握藤丸的情報，以間諜身份潛入敵方內部，火野亞勒賽亦在這次事件被捕，而「第三皇帝」則不見了。
火野亞勒賽 / 亞瑟王
「魔彈射手」的首領。八年前在俄羅斯被捕。以飛機墜毀在國會議事堂為條件被釋放。
過去曾經是太空人，並擁有相當豐富的知識。
之後以瓦斯爆炸為勒索方式，要求身為新總理的九條釋放監獄中所有罪犯。目的是要釋放身為「鑰匙」的日景，而之所以要釋放所有罪犯，則是因為要混淆視聽。
單行本第三集由於發現到龍之介是間諜，因此槍擊他、還在他體內注射毒液。
單行本第5集從核電廠"未來"逃跑後，被彼得潘利用，告知錯誤的敵人位置，被自衛隊發現後遭到擊斃。
高木龍之介 / 野獸
參照#THIRD-i
江間雪 / 白雪
與龍之介一同參與劫機事件。
學生時代曾被為師的日景性侵多次，並有了輕生的念頭，但被亞勒賽阻止，並邀請她加入他們。她也對亞勒賽有好感。
因應亞勒賽的計謀，記下了「第三皇帝」的所在位置，並被亞勒賽施下念力，讓她忘記她被日景性侵、第三皇帝下落的記憶。
在現在這個時間點，亞勒賽設計她讓日景見面。日景便在不知情的情況下打算再度性侵她，這樣的動作，讓白雪再度想起了她被性侵、第三皇帝下落的記憶。
最後日景的性侵行為也被亞勒賽守在住戶外的部下阻止。
單行本第5集從核電廠"未來"逃跑後遭到自衛隊包圍，火野讓她假扮成人質而得以逃過一劫，死前告訴她"要完成使命"。隨後槍斃醫院的數名人員後從醫院逃出，下落不明。
彼得潘
以英語對話。通常帶著墨鏡。26歲，生日12月25日，身高175公分，AB型。國籍:俄羅斯附近?(參考單行本第五集)
與藤丸電腦技術不分上下。過去似乎曾經教過藤丸駭客的入侵技術，但真相不明。
單行本第三集入侵瓦斯公司的電腦，並引爆警視廳的瓦斯管線。
單行本第四~五集欲控制核電廠"未來"的系統並使爐心熔解造成爆炸(類似核彈爆炸效果)，被藤丸阻止。
隨後和韓賽兒假扮成核電廠工作人員順利逃出，但沒多久被拆穿。兩人被Third-i和自衛隊追擊時，利用火野當作擋箭牌並且逃走。
韓賽兒
和彼得潘一起行動。
法國外籍兵團士官長(參考單行本第五集)，淺色及肩卷髮，常用的武器是刀和槍。
核電廠"未來"襲擊行動中以手機和潛伏在Third-i的間諜保持聯絡。
斑比
組織成員。核電廠襲擊行動中和火野，白雪一同行動，並使用乙炔欲燒開主機室(藤丸和小響的所在)的門。Third-i對核電廠發動攻堅後和火野，白雪搭乘直升機逃走途中，疑似在火箭砲擊中直升機的時候被炸死。
漢斯
組織成員。核電廠襲擊行動中追擊藤丸和小響直到主機室，開槍打傷小響左邊肩膀，但隨後被小響開槍擊中頭部死亡。
葛雷特
組織成員。名字Gretel只出現在和韓賽兒互相連絡的手機中，是潛伏在Third-i中的間諜。
核電廠襲擊行動中依照韓賽兒指示，查出藤丸的資料和把柄(因為小遙進行移植手術的醫院需依靠核電廠運作提供電力，迫使藤丸得在必須維持網路連線的不利情勢下和彼得潘交手)。
漫畫第60話證實其身份為Third-i新進成員汐田誠。

#### 咖啡店
矢島雄吾
前THIRD-i的一員。在高木藤丸打工的咖啡店當店長。負責保護藤丸。
為了救藤丸，而自願被「魔彈射手」俘虜，現在成了人質。
水澤響
半工讀的大學生。
實際上是某個單位的特務，在單行本第二集透漏了自己的身分。戰鬥、思考能力比THIRD-i更勝一籌。
不瞭解所謂的「人性」，對於自己有著哭泣、感動、悲傷上的情緒反應相當訝異。
在單行本第四集，被藤丸所救，並喜歡上他。還與他接吻。

#### 其他
折原麻耶（Maya）
兩年前是神島一派成員，參與「血色星期一」。
以「第三皇帝」的鑰匙與藤丸進行金錢交易，但最後藤丸等人才發現是假的。
以「灰姑娘」之名與彼得潘合作，但實際上在「說書人」手下辦事，最後將彼得潘殺死。
高木遙
高木藤丸的妹妹。高中生。
九條政宗
由法務大臣變成總理大臣。音彌的祖父。因為劫機事件而釋放「魔彈射手」的首領－火野亞勒賽。
實際上是計畫整個恐怖襲擊事件的背後主腦「說書人」。

### 用語
第三皇帝
通稱「第三皇帝」的沙皇炸彈，代號為「伊凡」(Ivan)。「沙皇炸彈」之名即意謂著「炸彈之王」。因為它是人類至今所製造過所有種類的炸彈中體積，重量和威力上均為最強大的炸彈。（事实上，沙皇炸弹为当量5000万吨TNT的氢弹，而连续剧中误设定为铀弹。）

## BLOODY MONDAY Last Season 最終時刻

### 故事簡介
在「魔彈射手」事件結束後,主角高木藤丸與妹妹四處旅行,後來把妹妹放在九條音彌家中,自始行蹤不明。一年後,各國首相來到「新東京塔」參與「東京峰會」,在這時候,本來行蹤不明高木藤丸、水澤響與J卻暗中聯手策劃某種事情。

### 登場角色

#### 主要人物
高木藤丸
主角。在「魔彈射手」事件結束後,主角高木藤丸與妹妹四處旅行,後來行蹤不明。
在「東京峰會」中,本來行蹤不明與水澤響和J暗中聯手策劃某種事情。
九條音彌
高木藤丸的好友,喜歡高木藤丸的妹妹高木遥。
高木遙
藤丸的妹妹。腎臟有障礙，必須做人工透析。接受了高木龍之介死後捐出的腎臟。
在「魔彈射手」事件結束後住在音彌家中。
喜歡著音彌。

#### THIRD-i
高木龍之介
藤丸的父親。以間諜身份潛入恐怖組織「魔彈射手」，綽號「野獸」。參與劫機事件。
在單行本第三集被亞勒賽發現是臥底，並被槍擊，還被注入毒液。儘管後來解毒成功，最後還是因為失血過多而死。
死後把腎臟捐給女兒高木遙。
霧島悟郎
THIRD-i的一員，升任為課長。
加納生馬
THIRD-i的一員。
南海薰
THIRD-i的一員。
楠木
THIRD-i的一員。喜歡南海薰。
澤北美姬
THIRD-i的一員。主要是霧島的輔佐。
矢島雄吾
THIRD-i的一員。
在「血色星期一」事件中失去未婚妻森見。

#### CRAUNS（クラウンズ）
防衛部直屬自衛隊精鋭部隊「CRACKUNITS」，防衛部直屬恐怖分子對策部隊，為日本發生恐怖襲擊時，第一線採取對應措施。

#### 神秘組織
高木藤丸
參照#主要人物
水澤響
喜歡藤丸。
第二部時是某個單位的特務。戰鬥、思考能力比THIRD-i更勝一籌。
在「東京峰會」中,暗中潛入「新東京塔」,並與高木藤丸等人在暗中策劃某種事情。

##### J小隊
J／神崎潤
在「東京峰會」中,與高木藤丸等人在暗中策劃某種事情。
曾是「血色星期一」組織的參謀,後來在藤丸幫助下脫離組織。
米迦勒（Michael）
曾是「血色星期一」組織的駭客,在第一部最後與J等人一起脫離組織。
雅各布（Jacob）
曾是「血色星期一」組織的核心成員,在第一部最後與J等人一起脫離組織。
該隱（Cain）
曾是「血色星期一」組織的核心成員,在第一部最後與J等人一起脫離組織。
亞伯（Abel）
曾是「血色星期一」組織的核心成員,在第一部最後與J等人一起脫離組織。

#### 其他
九條政宗
由法務大臣變成總理大臣。音彌的祖父。事實上是策劃了從第一部開始至今的恐怖攻擊的主使者「說書人」。
起因是小時候曾親眼見到廣島遭到核彈轟炸的一幕，並因此失去了自己的父母。之後就不斷思考著如何令日本擺脫美國的控制，並趁機引起世界革命讓美國領導一切的秩序徹底失效。

## 出版書籍
漫畫單行本第一部的特徵是奇數卷的封面底色為白色、主角方的人物，偶數卷封面底色為黑色、敵方的人物。
| 卷數   | 講談社         | 講談社                 | 東立出版社     | 東立出版社             |        |        |
| 卷數   | 發售日期       | ISBN                   | 發售日期       | ISBN                   |        |        |
| 第一部 | 第一部         | 第一部                 | 第一部         | 第一部                 | 第一部 | 第一部 |
| ------ | -------------- | ---------------------- | -------------- | ---------------------- | ------ | ------ |
| 1      | 2007年8月17日  | ISBN 978-4-06-363874-5 | 2009年5月13日  | ISBN 978-986-10-3469-0 |        |        |
| 2      | 2007年9月14日  | ISBN 978-4-06-363895-0 | 2009年5月13日  | ISBN 978-986-10-3470-6 |        |        |
| 3      | 2007年11月16日 | ISBN 978-4-06-363919-3 | 2009年7月15日  | ISBN 978-986-10-3471-3 |        |        |
| 4      | 2008年2月15日  | ISBN 978-4-06-363955-1 | 2009年7月29日  | ISBN 978-986-10-3472-0 |        |        |
| 5      | 2008年4月17日  | ISBN 978-4-06-363978-0 | 2009年8月11日  | ISBN 978-986-10-3473-7 |        |        |
| 6      | 2008年7月17日  | ISBN 978-4-06-384015-5 | 2009年8月25日  | ISBN 978-986-10-3474-4 |        |        |
| 7      | 2008年9月17日  | ISBN 978-4-06-384046-9 | 2009年9月16日  | ISBN 978-986-10-3475-1 |        |        |
| 8      | 2008年11月17日 | ISBN 978-4-06-384069-8 | 2009年9月28日  | ISBN 978-986-10-3476-8 |        |        |
| 9      | 2008年12月17日 | ISBN 978-4-06-384077-3 | 2009年10月14日 | ISBN 978-986-10-3477-5 |        |        |
| 10     | 2009年3月17日  | ISBN 978-4-06-384115-2 | 2009年12月2日  | ISBN 978-986-10-3478-2 |        |        |
| 11     | 2009年5月15日  | ISBN 978-4-06-384139-8 | 2009年12月25日 | ISBN 978-986-10-3783-7 |        |        |
| 第二部 |                |                        |                |                        |        |        |
| 1      | 2009年12月17日 | ISBN 978-4-06-384230-2 | 2010年7月30日  | ISBN 978-986-10-5705-7 |        |        |
| 2      | 2010年2月17日  | ISBN 978-4-06-384257-9 | 2010年10月10日 | ISBN 978-986-10-5706-4 |        |        |
| 3      | 2010年5月17日  | ISBN 978-4-06-384304-0 | 2010年11月10日 | ISBN 978-986-10-5707-1 |        |        |
| 4      | 2010年8月17日  | ISBN 978-4-06-384348-4 | 2011年2月25日  | ISBN 978-986-10-6172-6 |        |        |
| 5      | 2010年10月15日 | ISBN 978-4-06-384386-6 | 2011年3月3日   | ISBN 978-986-10-6594-6 |        |        |
| 6      | 2011年1月17日  | ISBN 978-4-06-384431-3 | 2011年7月15日  | ISBN 978-986-10-7220-3 |        |        |
| 7      | 2011年3月17日  | ISBN 978-4-06-384463-4 | 2011年8月2日   | ISBN 978-986-10-7424-2 |        |        |
| 8      | 2011年5月17日  | ISBN 978-4-06-384491-7 | 2011年9月5日   | ISBN 978-986-10-7856-4 |        |        |
| 第三部 |                |                        |                |                        |        |        |
| 1      | 2011年10月17日 | ISBN 978-4-06-384572-3 | 2012年5月2日   | ISBN 978-986-10-9709-1 |        |        |
| 2      | 2011年12月16日 | ISBN 978-4-06-384609-6 | 2012年6月8日   | ISBN 978-986-10-9710-7 |        |        |
| 3      | 2012年2月17日  | ISBN 978-4-06-384633-1 | 2012年7月17日  | ISBN 978-986-10-9711-4 |        |        |
| 4      | 2012年5月17日  | ISBN 978-4-06-384678-2 | 2012年10月11日 | ISBN 978-986-31-7066-2 |        |        |

### 其他書籍
- BLOODY MONDAY Ver.0（2009年5月15日發行、ISBN 978-4-06-375713-2）
- BLOODY MONDAY 獵鷹的Computer Hacking（2009年12月17日發行、ISBN 978-4-06-375847-4）
- BLOODY MONDAY 獵鷹的Mobile Hacking（2011年1月17日發行、ISBN 978-4-06-376014-9）

## 電視劇

### 製作人員
- 製作人：蒔田光治、神戶明、樋口優香（Season1）、神戸明（Season1、2）
- 劇本：蒔田光治（Season1）、渡邊雄介（Season1、2）
- 演出：平野俊一（Season1、2）、波多野貴文、宮下健作（Season1）、麻生学、渡瀬暁彦（Season2）
- 音樂：井筒昭雄（Season1、2）
- 音樂製作：志田博英（Season1、2）
- 特殊化妝：松井祐一
- 動作協調：田淵景也
- 槍效果：BIGSHOT
- 技術協力：東通
- 美術協力：ACS
- 工作室：砧工作室
- 製作：東寶、TBS

### 演出人員
Season1
- 高木藤丸：三浦春馬
- 折原麻耶：吉瀨美智子
- 九條音彌：佐藤健
- 加納生馬：松重豐
- 寶生小百合：片瀨那奈
- 南海薰：芦名星
- 朝田葵：藤井美菜
- 高木遙：川島海荷
- 安齋真子：
- 立川英：久野雅弘
- J／神崎潤：成宮寬貴（特別演出）
- 苑麻孝雄：中原丈雄
- 神島紫門：嶋田久作
- 高木龍之介：田中哲司
- 霧島悟郎：吉澤悠
- 敷村壯介：神保悟志
- 日景潔：並樹史朗
- 工藤明：久保田將至
- 宗方瞳：村岡希美
- 沖田耕一：工藤俊作
- 澤北美姫：阿南敦子
- 船木勘助：螢雪次朗
- 伊庭刑事：尾崎右宗
- 出門丈一：天哲
- 富永京子：宮澤美保
- 有村望：恒吉梨繪
- 宮本耀：安部魔凛碧
- 西田笑太郎：斗澤康秋
- 安藤健（BlueBird）：山口龍人
- 田邊僚：永倉大輔
- 小林大助：谷口翔太
- 城田學：瀧藤賢一
- 石川看守：野間口徹
- 淺倉看守：佐伯新
- 黑崎所長：山中敦史
- 安岡啓太郎：濱田晃
- 大杉健一：中根徹
- 安田由紀子：（第1話、第2話）
- 中川沙織：原田佳奈（第4話－第6話）
- 村上杏里：渡邊志穗（第3話－）※根據網路投票決定演出[4]
- 鎌田淳一郎：齋藤步（第7話－）
- 九條彰彥：龍雷太（特別演出）

Season2
- 水澤響：黑川智花
- 萩原太朗：高嶋政宏
- 海堂秀光 ：
- 槙村慎二：水上劍星
- 琢磨洋子：秋田真琴
- 島村太：藤木孝
- 竹内由希：瀧澤涼子
- 疋田光利：矢柴俊博
- 八木佑介：竹内壽
- 瓢蟲〔魔彈射手〕：八代美奈畝
- 野獸〔魔彈射手〕：肥野龍也
- 蚊子〔魔彈射手〕：
- 螢〔魔彈射手〕：金原杏奈
- 大黃蜂／藤代壯太〔魔彈射手〕：神木隆之介（友情演出）
- 江本加奈〔魔彈射手〕：阿部真美
- 蜘蛛／倉野（敷村）理沙〔魔彈射手〕：
- 種田登：宮内敦士
- 中林信行：趙珉和
- 和田有香：橋本亞紀
- 赤石一彥：堀部圭亮
- 鈴井卓也：柳澤貴彥
- 教授：津嘉山正種

### 主題曲
- flumpool（Season1）
- flumpool（Season2）

### 各話列表
| 話數                                                      | 播放日期        | 副標題  | 劇本              | 演出       | 收視率  |
| Season1                                                   | Season1         | Season1 | Season1           | Season1    | Season1 |
| --------------------------------------------------------- | --------------- | ------- | ----------------- | ---------- | ------- |
| 1                                                         | 2008年 10月11日 |         | 蒔田光治          | 平野俊一   | 11.4%   |
| 2                                                         | 10月18日        |         | 蒔田光治 渡邊雄介 | 波多野貴文 | 11.4%   |
| 3                                                         | 10月25日        |         | 蒔田光治 渡邊雄介 | 宮下健作   | 11.3%   |
| 4                                                         | 11月1日         |         | 蒔田光治 渡邊雄介 | 平野俊一   | 10.8%   |
| 5                                                         | 11月8日         |         | 渡邊雄介          | 平野俊一   | 12.2%   |
| 6                                                         | 11月15日        |         | 渡邊雄介          | 波多野貴文 | 11.6%   |
| 7                                                         | 11月22日        |         | 渡邊雄介          | 宮下健作   | 11.9%   |
| 8                                                         | 11月29日        |         | 渡邊雄介          | 平野俊一   | 10.1%   |
| 9                                                         | 12月6日         |         | 渡邊雄介          | 波多野貴文 | 11.1%   |
| 10                                                        | 12月13日        |         | 渡邊雄介          | 宮下健作   | 9.9%    |
| 11                                                        | 12月20日        |         | 渡邊雄介          | 平野俊一   | 13.2%   |
| 平均收視率11.4%（由Video Research調查關東地區的統計資料） |                 |         |                   |            |         |
| Season2                                                   |                 |         |                   |            |         |
| 1                                                         | 2010年 1月23日  |         | 渡邊雄介          | 平野俊一   | 9.5%    |
| 2                                                         | 1月30日         |         | 渡邊雄介          | 麻生學     | 7.9%    |
| 3                                                         | 2月6日          |         | 渡邊雄介          | 麻生學     | 8.3%    |
| 4                                                         | 2月13日         |         | 渡邊雄介          | 平野俊一   | 6.6%    |
| 5                                                         | 2月20日         |         | 渡邊雄介          | 平野俊一   | 8.4%    |
| 6                                                         | 2月27日         |         | 渡邊雄介          | 麻生學     | 9.1%    |
| 7                                                         | 3月6日          |         | 渡邊雄介          | 麻生學     | 7.4%    |
| 8                                                         | 3月13日         |         | 渡邊雄介          | 渡瀨曉彥   | 7.8%    |
| 9                                                         | 3月20日         |         | 渡邊雄介          | 平野俊一   | 7.7%    |
| 平均收視率8.1%（由Video Research調查關東地區的統計資料）  |                 |         |                   |            |         |

| TBS系列 星期六晚上8點                  | TBS系列 星期六晚上8點                            | TBS系列 星期六晚上8點              |
| -------------------------------------- | ------------------------------------------------ | ---------------------------------- |
|                                        | BLOODY MONDAY （2008.10.11 - 2008.12.20）        |                                    |
| 戀空 （2008.8.2 - 2008.9.13）          | RESCUE〜特別高度救助隊 （2009.1.24 - 2009.3.21） |                                    |
| 小公主莎拉 （2009.10.17 - 2009.12.19） | BLOODY MONDAY2 （2010.1.23 - 2010.3.20）         | 體操男孩 （2010.4.17 - 2010.6.26） |

### 其他
- 節目最後標示「節目中通稱的『駭客』行為是觸及『不正當進入禁止法』的犯罪，因為是故事杜撰的請別學習。」的對收看者的注意提醒。

#### 與原作的差異
設定上的變更
- THIRD-i所屬的正式名稱由「公安調查廳調查第一部第三課」改成「警察廳警備局公安特殊三課」。
- 傑克·戴蒙等組織成員的名字改成日本風的名字。
- BLOODY-X的實驗場所從西伯利亞鐵路改成俄羅斯·雅斯裡蘇克。
- 麻耶和寶生的頭髮長度不同（麻耶從長髮變短髮，寶生從短髮變長髮）。
- 九條音彌和安齋真子與藤丸同學年。
- 彌代學院改成彌代學園。
- 朝田葵從實戰空手女子最年少冠軍變成田徑部所屬。

劇情上的變更
- 因為日景脅迫性騷擾而遭停學的女學生變成安齋真子。
- 高木龍之介被陷害的方式不同，原作是殺死沖田課長的嫌疑，本作是侵入THIRD-i的電腦資料變更。
- 日本的第1個BLOODY-X感染者是經由郵件包裹。
- 遙的主治醫生被殺。
- THIRD-i的BLOODY-X感染者由森見五月（電視劇未出現）變成霧島的未婚妻中川紗織。
- 寶生的哥哥由上吊自殺改成持槍自殺。
- 寶生的死法不同，人質也從高木遙變成朝田葵。
- 立川英在原作中是感染BLOODY-X後被敵組織槍殺，本作則是BLOODY-X發病死亡。
- 朝田葵由戀慕藤丸的父親變成喜歡藤丸。
- 殺死敷村壯介的人由傑克·戴蒙變為折原麻耶。

## 註解
1. ↑  台灣緯來日劇版譯為「血腥星期一」。
2. ↑  而在電視劇版譯名，台灣緯來為「折原真矢」，香港TVB則是「折原瑪雅」，以原作譯名為準。
3. ↑  實際發現到他是間諜的時間點不明。
4. ↑  . Yahoo! JAPAN.   [2008年11月10日]. （原始内容存档于2008年9月17日） （日语）.

## 外部連結
- （日語）週刊少年Magazine - BLOODY MONDAY
- （日語）TBS電視劇官方網站（页面存档备份，存于）
- （日語）